# سیه‌رود
سیه‌رود یا سیاری یکی از شهرهای استان آذربایجان شرقی است که در بخش سیه‌رود شهرستان جلفا واقع شده‌است. این شهر یکی از شهر های زیبای استان آذربایجان شرقی می‌باشد.
سیه رود پیشتر  تابعهٔ بخش مرکزی ورزقان و شهرستان اهر بود. در آن زمان، بخش ورزقان جزء بزرگ‌ترین بخش‌های استان آذربایجان شرقی بوده‌است؛ ولی بعد‌ها بخش‌هایی از آن به شهرستان‌های جلفا، هریس و تبریز ملحق شدند . به هنگام تشکیل شهرستان جلفا در دههٔ ۱۳۶۰ خورشیدی، بخشی از منطقهٔ دیزمار (دهستان دیزمار غربی) شامل شهر سیه‌رود و روستا‌های تابعهٔ آن، از بخش ورزقان جدا شده و در سال ۱۳۷۲ به شهرستان تازه تاسیس جلفا پیوستند‌.
این شهر در کنارهٔ جنوبی رودخانهٔ ارس و در شمال کوه کیامکی قرار گرفته‌است. این شهر مرکز اداری بخش سیه‌رود بوده و صاحب بخشداری می‌باشد. در آن سوی ارس و در مقابل سیه‌رود، شهر اردوباد که یکی از شهرهای جمهوری آذربایجان می‌باشد، قرار گرفته‌است. جادهٔ مرزی جلفا-پارس‌آباد از سیه‌رود می‌گذرد.
جمعیت شهر سیه‌رود برپایهٔ نتایج سرشماری عمومی نفوس و مسکن مرکز آمار ایران در سال ۱۳۹۵ خورشیدی بالغ بر ۸٬۵۴۸ نفر بوده‌است که از این جهت سومین شهر کم‌جمعیت استان آذربایجان شرقی پس از شهرهای نظرکهریزی و خمارلو محسوب می‌گردد. بر همین اساس شمار خانوارهای ساکن این شهر در این سال بالغ بر ۶۶۶۳ خانوار بوده‌است. همچنین شمار افراد باسواد سیه‌رود بالغ بر ۸۹۸۳ نفر و شمار افراد بی‌سواد بالغ بر ۲۲۲۹ نفر بوده‌است.
اهالی سیه‌رود مسلمان و پیرو مذهب شیعهٔ دوازده‌امامی هستند. زبان آنان همانند ساکنان سایر نواحی منطقهٔ آذربایجان، زبان ترکی آذربایجانی می‌باشد. همچنین اهالی زبان فارسی را به‌دلیل رسمی‌بودن و تدریس آن در مدارس به‌راحتی درک کرده و قادر به سخن‌گفتن به این زبان می‌باشند؛ البته پیش از فروپاشی اتحاد جماهیر شوروی سوسیالیستی به‌دلیل نفوذ نیروهای این حکومت در منطقه و رفت‌وآمد روزانهٔ آن‌ها در سطح شهرها و روستاها، اهالی سیه‌رود و به‌خصوص افراد مسن، به زبان روسی نیز تا حدودی آشنایی دارند. شغل اکثر اهالی شهر کشاورزی و دامداری می‌باشد؛ به‌طوری که زردآلوی سیه‌رود در سراسر آذربایجان شهرت پیدا کرده‌است و قسمتی از این محصول جنبهٔ صادراتی دارد و به خارج از کشور صادر می‌شود.